# Jan Elvedi
Jan Elvedi (* 30. September 1996 in Zürich) ist ein Schweizer Fussballspieler. Der Verteidiger steht in Deutschland beim 1. FC Kaiserslautern unter Vertrag.

## Karriere
Gemeinsam mit seinem Zwillingsbruder Nico wurde Elvedi erst beim FC Greifensee und anschliessend bis zur B-Jugend beim FC Zürich ausgebildet. Während Nico dort verblieb, wechselte Jan im Jahr 2011 zum FC Winterthur, bei dem er seine fussballerische Ausbildung abschloss. Im Frühjahr 2014 kam Elvedi zu seinem ersten Einsatz im Herrenbereich, als er für die zweite Herrenmannschaft Winterthurs in der viertklassigen 1. Liga in der Startelf stand. Dieser gehörte er ab der Saison 2014/15 fest an und absolvierte als Stammspieler auf variablen Defensivpositionen 23 Ligaspiele (drei Tore). Parallel dazu stand der Verteidiger häufiger im Spieltagskader der ersten Mannschaft, für die er auch einmal in der Challenge League spielen durfte. Auch in sie wurde er nach guten Leistungen integriert und ausschliesslich auf der rechten defensiven Aussenbahn eingesetzt.
Es folgte eine einjährige Leihe zum Drittligisten SC Cham, bei dem Elvedi als Stammkraft 27 Ligaspiele, überwiegend in der Innenverteidigung, absolvierte. Nach seiner Rückkehr nahm der Abwehrspieler aber nicht mehr am Spielbetrieb Winterthurs teil, sondern wurde an den Ligakonkurrenten FC Wohlen verkauft. Auch hier konnte sich Elvedi im Defensivbereich durchsetzen, spielte aber mit der Mannschaft um den Abstieg und verließ den Verein zum Saisonende, nachdem dieser keine Lizenz für die kommende Challenge-League-Saison beantragt hatte. Beim SC Kriens, seinerseits in die Challenge League aufgestiegen, war der Schweizer sofort in der Innenverteidigung gesetzt und verpasste in seiner ersten Saison lediglich je ein Liga- und ein Cupspiel. In der Folge behielt Elvedi seinen Platz im Abwehrverbund und vertrat auch Kapitän Burim Kukeli in der Hälfte der Saisonspiele. Mit Kriens wurde er Vierter, musste mit der Mannschaft die drittwenigstens Gegentreffer hinnehmen und hatte mit ihr nur einen Punkt weniger als der Barrageteilnehmer FC Vaduz.
Im Sommer 2020 wechselte Elvedi dann nach Deutschland zum Zweitligisten SSV Jahn Regensburg, bei dem er einen Zweijahresvertrag unterschrieb. Christian Keller, Geschäftsführer Profifussball von Regensburg, lobte Elvedis „Mentalität“, seine „Athletik und Aggressivität im Spiel gegen den Ball“ sowie seine „Fähigkeiten im Spielaufbau“.
Nach dem Abstieg seiner Mannschaft blieb er der Liga erhalten und er wechselte im Sommer 2023 zum 1. FC Kaiserslautern. Ende November 2024 verlängerte er seinen Vertrag. Im Zeitraum seit seinem Wechsel zum FCK war Elvedi zu diesem Zeitpunkt der Spieler mit der meisten Einsatzzeit in der Mannschaft.